# Хорезмська мова
Хорезмська мова (хорезмсько-тюркська мова) входить до огузської (південно-західної) групи східноогузької підгрупи тюркських мов. Хорезмська мова почала утворюватися внаслідок тюркізації мови хорезмійців, після того як у 1220 році, під навалою військ Чингізхана держава Хорезмшахів розпалася. 2-а половина 14 ст. стала остаточним періодом, повної тюркізації мови хорезмійців. Мова стає державною і використовується як державна в Хівинському ханстві до 1920 року.
До хорезмської мови також відносять деякі говори на північному заході і південному заході Узбекистану і дві говірки Казахстану.